# Isopentenylpyrofosfat
Isopentenylpyrofosfat (IPP) eller isopentenyldifosfat är ett mellanled i den klassiska mevalonat-vägen för biosyntes av terpener och terpenoider. IPP bildas från acetyl-CoA via mevalonsyra. IPP kan sedan isomeriseras till dimetylallylpyrofosfat av enzymet isopentenylpyrofosfatisomeras.
| Mevalonat-vägen |  | Förenklad version av steroidsyntesen som visar mellanleden isopentenylpyrofosfat (IPP), dimetylallylpyrofosfat (DMAPP) och geranylpyrofosfat (GPP) och squalen. Några mellanled har utelämnats. |
| Mevalonat-vägen |  | Förenklad version av steroidsyntesen som visar mellanleden isopentenylpyrofosfat (IPP), dimetylallylpyrofosfat (DMAPP) och geranylpyrofosfat (GPP) och squalen. Några mellanled har utelämnats. |

IPP kan också syntetiseras via den alternativa "icke-mevalonat-vägen", där det bildas från (E)-4-hydroxi-3-metyl-but-2-enylpyrofosfat (HMB-PP) av enzymet HMB-PP-reduktas (LytB, IspH). Denna väg utnyttjas av många bakterier, Apicomplexa (exempelvis malariaparasiter) och plastiderna hos högre växter.